# Aloïs Beckers
Aloïs Beckers (Mol, 27 februari 1948) is een voormalig Belgisch politicus voor de SP. 

## Levensloop
Van opleiding industrieel ingenieur, werd Beckers beroepshalve ambtenaar.
Hij werd in oktober 1985 voor de SP verkozen als lid van de Kamer van volksvertegenwoordigers voor het arrondissement Turnhout en bleef zetelen tot november 1991. In de periode december 1985 - november 1991 had hij als gevolg van het toen bestaande dubbelmandaat ook zitting in de Vlaamse Raad. Hij was eveneens gemeenteraadslid van Mol.
Hij maakte deel uit van de parlementaire commissie over banditisme en terrorisme in 1989.